# Bataille de Vittorio Veneto
Première Guerre mondiale
Batailles
Front italien
- 1re Isonzo (06-1915)
- 2e Isonzo (07-1915)
- 3e Isonzo (10-1915)
- 4e Isonzo (11-1915)
- 5e Isonzo (03-1916)
- Trentin (06-1916)
- 6e Isonzo (08-1916)
- 7e Isonzo (09-1916)
- 8e Isonzo (10-1916)
- 9e Isonzo (11-1916)
- 10e Isonzo (05-1917)
- Mont Ortigara (06-1917)
- 11e Isonzo (08-1917)
- Caporetto (12e Isonzo) (10-1917)
- Piave (06-1918)
- San Matteo (08-1918)
- Vittorio Veneto (10-1918)

Front d'Europe de l’Ouest
Front d'Europe de l’Est
Front des Balkans
Front du Moyen-Orient
Front africain
Bataille de l'Atlantique
La bataille de Vittorio Veneto (ou troisième bataille du Piave) est une bataille qui se déroula au cours de la Première Guerre mondiale dans le Nord-Est de l'Italie du 24 octobre 1918 au 3 ou 4 novembre 1918. Elle se solda par une victoire italienne décisive qui scella la désintégration de l'Autriche-Hongrie.
Après avoir sévèrement battu les troupes austro-hongroises lors de la défensive bataille du Piave, l'armée italienne lance une grande contre-offensive, capturant plus de 5 000 pièces d'artillerie et plus de 350 000 soldats ennemis. La victoire alliée (obtenue par 52 divisions italiennes, 3 divisions britanniques, 2 divisions françaises et un régiment américain contre 61 divisions austro-hongroises) marqua la fin de la guerre sur le front italien. La défaite impériale a assuré la dissolution de la monarchie des Habsbourg, ce qui a été un autre facteur majeur dans la décision de l'Empire allemand de ne plus continuer la guerre, selon le chef d'état-major allemand Erich Ludendorff.

## Entre octobre 1917 et octobre 1918
Au cours de la bataille de Caporetto, en octobre-novembre 1917, l'Autriche-Hongrie et l'Allemagne emportèrent une grande victoire sur les forces italiennes dans les Alpes juliennes. Les Italiens, qui jusqu'alors menaient l'offensive pour franchir l'Isonzo et s'emparer de leur objectif Trieste, reculèrent jusqu'au Piave environ 100 km en arrière, avec des pertes humaines et matérielles énormes. Mais l'avance des troupes des Empires centraux sur le Monte Grappa et au bord du Piave fut stoppée par la résistance des forces italiennes, par les mauvaises conditions météorologiques, la crue du Piave, les problèmes logistiques et l'épuisement après une si grande avancée, et enfin l'indécision des généraux (première bataille du Piave, décembre 1917). L'armée italienne est pratiquement réduite de moitié, et devra adopter une attitude plus défensive, sur un front raccourci. Les français et anglais envoient également 200 000 hommes qui arrivèrent dès décembre, mais n'auront qu'un rôle de réserve.
Cette défaite catastrophique, loin de décourager et forcer l'Italie à chercher une paix séparée, la galvanisa. Un nouveau gouvernement d'union nationale avec comme programme « Résister, résister, résister ! » fut nommé sous la direction de Vittorio Emanuele Orlando, qui orienta toutes les ressources nationales vers la guerre et qui confia à Armando Diaz le soin de diriger l'armée, la réorganiser, réarmer et remotiver. Ces mesures furent efficaces et dès le printemps 1918 l'armée italienne est de nouveau sur pied.
L'Empire austro-hongrois était de plus en plus miné par ses problèmes internes, malgré ses succès militaires sur les fronts russe, roumain et serbe ; il doit sortir le plus vite possible du conflit. Dans ce but, il chercha à vaincre l'Italie définitivement en engageant la deuxième bataille du Piave en juin 1918. Mais l'affrontement révèle l'état déplorable de l'armée autrichienne et la solidité nouvelle de l'armée italienne, et se termine par un échec autrichien.
La guerre redoubla d'intensité sur le front italien au début de septembre 1918. Des combats violents éclatèrent pendant l'été sur le Monte Montello, le Monte Cornone, le Col Tasso, le Monte Corno et le Col del Rosso. Des escarmouches se produisirent jusqu'en octobre entre la frontière suisse et la mer Adriatique, et dégénérèrent en des affrontements violents à Papadopoli sur le Piave, dans le Massif de Grappa et sur le plateau d'Asiago. Les forces aériennes des belligérants entrèrent en action. Les bombardiers italiens pilonnèrent maintes fois le port militaire de Pula et d'autres bases militaires en Dalmatie. Ils atteignirent des cibles à l'est de Piave comme Villach et Linz. Une escadrille sous le commandement de Gabriele D'Annunzio survola la capitale autrichienne Vienne en août 1918 et lâcha 400 000 tracts. Les bombardiers autrichiens, quant à eux, touchèrent des cibles entre Ravenne et Rimini et à la fin d'août, ils bombardèrent Trévise, Padoue et Venise à plusieurs reprises.
Pour les belligérants, la bataille principale se déroulera en France. C'est là, et non vers l'Italie, que les allemands dirigent leurs forces libérées du front russe, et c'est là que le généralissime Ferdinand Foch, qui dirige les forces alliés, envoie les forces nouvelles que lui procure l'entrée en guerre des États-Unis. En effet depuis juin 1918, 300 000 soldats américains débarquaient chaque mois en France afin d'emporter la décision sur le front de l'Ouest. L'Entente, confrontée à l'offensive du Printemps allemande, fait pression sur l'Italie pour soulager ses forces et au moins distraire les forces allemandes, mais sans lui procurer plus d'aide que les cinq divisions britanniques et françaises stationnant depuis mars 1918 en Italie, auxquelles s'étaient jointes une division tchèque et un régiment américain constitué en partie d'immigrants italiens. Foch reçut deux bataillons italiens sur le front de l'Ouest pour faire face à l'offensive allemande au printemps. Il disposait aussi de 70 000 travailleurs italiens qui avaient été placés sous juridiction militaire et sécurisaient le ravitaillement des troupes. Après la victoire italienne dans la bataille du Piave, en juin, les français auraient souhaité une contre offensive italienne immédiate, mais Diaz estima avoir besoin de plus de matériel et de temps pour lancer l'opération qu'il préparait.

## Planification de la bataille

### Délibérations stratégiques
Début septembre 1918, l'état-major italien planifiait une attaque dans les plaines, avec un but restreint : constituer une tête de pont à l'est du Piave entre Cesena et Susegana qui servirait de base pour une offensive de grande envergure le printemps suivant. Armando Diaz, qui avait l'expérience du terrain, n'escomptait rien dans les zones de montagne, où la défense avait démontré avoir un avantage exorbitant et où l'exploitation d'un très aléatoire succès local était très difficile. Les forces austro-hongroises en avaient profité tout au long de la guerre, et les italiens le faisaient à leur tour depuis que leur défaite à Caporetto les avaient forcer à la défensive. Il ne pensait pas non plus réaliste d'espérer franchir le Piave et exploiter cette traversée d'un seul mouvement.
Ce plan fut remanié peu après sous la pression des alliés et du gouvernement italien, en faveur d'une option plus agressive et menée plus tôt, dès l'automne 1918. En effet, pour le gouvernement italien, la situation militaire du moment ne lui permet pas bien de soutenir ses revendications, et une victoire, à défaut d'une conquête effective des territoires revendiqués, lui serait d'une grande aide. Pour les autres alliés, l'offensive du printemps allemande est un échec, et Foch grignote petit à petit le front ; cependant cette avancée reste lente et couteuse en hommes et autres ressources militaires, et un effort sur le front italien serait le bienvenu pour les français. La victoire des alliés est en vue, mais réclame encore des efforts importants. Diaz est donc sous pression pour mener une action ambitieuse de l'armée italienne. Or, les conditions qui n'existaient encore pas à l'été la rendent maintenant possible. Les puissances centrales sont fragilisées. Leur situation économique et politique intérieure compromet leur effort de guerre et mine le moral de leurs armées. Militairement, l'Allemagne recule inexorablement sur le front français, tandis que sur le front serbe, la défaite bulgare consommée par l'armistice de Thessalonique le 29 septembre, a créé une brèche effrayante. Pour la combler, des renforts allemands et autrichiens importants sont envoyés tenter d'arrêter la rapide progression des serbes et des français. Au total Diaz peut envisager de faire en un seul mouvement ce qu'il envisageait de faire en deux temps (franchir le Piave, puis percer le front austro-hongrois), et contribuer à finir la guerre dans des conditions politiques favorables pour l'Italie.
Les forces italiennes sont théoriquement en infériorité numérique (56 divisions face aux 65 des forces centrales), mais elles sont bien armées, bien approvisionnées, bien soutenues par une aviation militaire qui domine celle de leurs ennemis, bien renseignées sur l'ennemi, et leur bon moral est nourri par les bonnes nouvelles militaires de juillet et d'août 1918 en France, de septembre dans les Balkans, et une perspective crédible de revanche sur Caporetto après leur succès sur le Piave. À l'inverse, les armées austro-hongroises sont mal alimentées et sous équipées, et leur moral est exécrable car elles sont travaillées par le désir de paix et celui d'avoir leur propre nation libérée de la tutelle des Habsbourg (ce qui se traduira par des proclamations d'indépendance au beau milieu de la bataille : le 28 octobre, de la Tchécoslovaquie, le 29 octobre, des États balkaniques qui formeront ultérieurement la Yougoslavie, et même de la Hongrie le 31 octobre) ; les désertions sont fréquentes.

### Planification militaire
Le but principal de la bataille de Vittorio Veneto (la commune s'est appelée Vittorio jusqu'en 1923) était de couper les forces autrichiennes stationnées dans le Trentin de celles déployées sur le Piave inférieur. L'opération devait provoquer l'effondrement du front alpin autrichien (les unités italiennes étaient constamment menacées dans la vallée au sud-est du Monte Grappa), puis celle du front du Piave sur la plaine faute de contacts avec le nord. Deux armées autrichiennes (le 6e et la 5e) stationnaient entre le Monte Grappa et la Mer Adriatique. La 6e (de l'Alano di Piave jusqu'à Ponte della Priula) était plus au nord et avait un chemin de ravitaillement difficilement accessible (Vittorio Veneto - Conegliano - Sacile). La conquête de Vittorio Veneto couperait le chemin d'approvisionnement et paralyserait la 6e armée autrichienne. Pour pouvoir avancer vers Vittorio Veneto, il fallait attaquer l'ennemi au point critique sur le Piave, c'est-à-dire à la jonction des deux armées, puis passer par Feltre (l'arrière pays du Massif de Grappa) et par les vallées Val Cismon et Valsugana ; ainsi toute la province de Trentin serait menacée. On voulait avancer également vers le nord à travers la vallée Caldore (Belluno).
Les unités italiennes furent préparées à toutes éventualités, notamment la traversée difficile et risquée du Piave en crue au mois d'octobre (comme en 1917 après Caporetto), et ensuite à la défense de têtes de pont à l'est du fleuve (pour ne pas être forcé de battre en retraite comme l'avaient fait les forces autrichiennes en juin 1918). Le ravitaillement des troupes fut soigneusement organisé. Pour mieux orienter les grandes unités entre Brenta et l'embouchure du Piave, des commandos supplémentaires furent créés à mi-octobre. Jusqu'au 15 octobre les forces italiennes se déplacèrent uniquement la nuit et en grand secret. À partir du 15 octobre les troupes étaient prêtes à passer à l'attaque, mais la pluie incessante et la crue du fleuve empêchèrent toutes opérations. Le 18 octobre les conditions météorologiques empirèrent et le déclenchement de l'assaut fut retardé d'une semaine. L'opération semblait être menacée par la chute de neige imminente.
Les Italiens engagèrent 57 divisions dont trois britanniques et deux françaises (plus un régiment américain) ; du côté des forces des puissances centrales, 52 divisions participeront.

## Le déroulement
Le général Armando Diaz, commandant en chef italien, lança l'offensive à 3h00 le 24 octobre 1918 par des tirs d'artillerie entre Brenta et Piave. À 7h15 l'infanterie se déploya sous la pluie et le brouillard. Les intempéries diminuèrent l'efficacité de l'artillerie des belligérants, mais n'affectèrent pas le combat corps à corps. Les Italiens occupèrent d'abord le Monte Asolone du Massif de Grappa, mais les contre-attaques des Austro-Hongrois les forcèrent à se retirer. Le même scénario se répéta sur le Monte Pertica et sur le Monte Pressolan. L'état-major des forces italiennes décida de poursuivre les attaques pour tenir l'ennemi en haleine et empêcher le redéploiement de leurs divisions sur le secteur de Piave.
Parallèlement des divisions britanniques sous le commandement de Richard O'Connor et des unités italiennes de Papadopoli occupaient les îlots de Piave au petit matin du 24 octobre ; sur ce secteur l'offensive était prévue pour la nuit du 25 octobre, mais les conditions météorologiques forcèrent un retard : entre Pederobba et Sant 'Andrea di Barbarana le niveau d'eau du fleuve qui en temps ordinaire était bas, atteignit 2 mètres et l'eau coulait à 3 m/s. Ce retard ne fut pas préjudiciable, il conforta les autrichiens dans l'idée que l'action principale était sur le Massif de Grappa autour du Col della Berretta, du Monte Pertice, du Monte Asolone (entre autres), et y envoyèrent les troupes de réserve, ce qui fut assez lourd de conséquences pour la suite.
Le soir du 26 octobre les sapeurs italiens et français entamèrent la construction de 11 ponts sur le Piave (Molinello, 7 entre Fontana del Buoro et Priula, 2 sur Papadopoli). Dans le secteur des deux divisions d'attaque italiennes entre Vidor et Nervesa della Battaglia quelques ponts ne furent pas construits à cause de la crue et du feu de l'artillerie autrichienne. Six ponts furent achevés en tout et des bateaux furent également utilisés pour la traversée.
Le matin du 27 octobre trois têtes de pont existaient : à Valdobbiadene, Sernaglia della Battaglia et Cimadolmo. Peu après plusieurs ponts furent endommagés par la crue et par l'artillerie autrichienne. Les têtes de pont étaient menacées, mais les Italiens arrivèrent à les élargir vers le nord et vers l'ouest. L'après-midi du 27 octobre les Austro-Hongrois passèrent à la contre-attaque. Les troupes d'assaut italiennes réussirent à les repousser tard dans la nuit. Les Italiens construisaient les ponts, luttaient contre les flots et durent combattre le feu d'artillerie autrichienne toute la journée du 28 octobre. Entre Falzé et Nervesa aucun pont ne fut installé à la fin de la journée et une brèche se produisit entre les 8e et 10e armées italiennes. Cependant la 12e armée commandée par le général français Jean César Graziani réussit à prendre pied sur la rive tenue par les forces austro-hongroises, tout comme la 10e armée italienne sous le commandement de Frederick Lambart (Comte de Cavan) qui était le commandant en chef des divisions britanniques en Italie. Les troupes avancèrent jusqu'à Conegliano, permettant le 29 octobre la traversée à la VIIIe division de la 8e armée centrale qui était sous le commandement du général Enrico Caviglia.
La 8e et la 10e armée à l'est finirent par construire de larges têtes de pont. Les Italiens réussirent à séparer les unités autrichiennes et avancèrent vers Vittorio . Les Italiens parvinrent à percer le front dans les montagnes à Quero malgré la résistance des forces autrichiennes et le terrain accidenté.
Le secteur du massif de Grappa connus les combats les plus violents et les plus sanglants. Après l'attaque italienne les forces austro-hongroises lancèrent une contre-attaque le 27 octobre. Les Italiens repoussèrent huit assauts après six heures de combat. Les combats violents se poursuivirent plusieurs jours, appuyés par les tirs intenses d'artillerie. Les italiens cherchaient surtout à fixer les forces autrichiennes pour permettre à leurs forces de progresser dans la vallée, tandis que les autrichiens voulaient assaillir le front de Grappa pour pouvoir ensuite descendre dans la vallée et percer le front du Piave par une attaque par l'arrière. Ainsi les deux camps opposaient alternativement une attaque agressive à une défense acharnée, accumulant les pertes, alors que dans la vallée un camp (celui des alliés) avaient généralement une supériorité suffisante pour avancer sans trop d'opposition. Finalement le 30 octobre la résistance autrichienne sur le bas Piave cessa et l'avancée des troupes italiennes, conforme aux plans, mît les unités autrichiennes sur le Grappa dans une situation intenable : par crainte de l'encerclement les Austro-Hongrois se retirèrent du Grappa la nuit du 30 au 31 octobre.
La 3e armée stationnée à l'embouchure du Piave sous le commandement de Emmanuel-Philibert de Savoie, duc d'Aoste, reçut également le signal d'attaque. La résistance initiale des unités autrichiennes n'arriva pas à empêcher l'avance des Italiens. Vers le 1er novembre, les divisions italiennes atteignirent la ligne Asiago-Feltre-Belluno à l'ouest et traversèrent le fleuve Livenza à l'est qui est un fleuve parallèle du Piave. Jusqu'au 4 novembre les Italiens avancèrent rapidement, jusqu'à occuper la plus grande partie du Frioul et du Trentin, récoltant au passage un nombre considérable de prisonniers.

## Conséquences
Avant la bataille le gouvernement autrichien était déjà confronté à la désintégration et la perspective d'une défaite en provenance du front serbe. Ses armées étaient cependant encore solidement installées en territoire italien, ce qui ne permettait pas aux Italiens de pousser des revendications, raison pour laquelle le gouvernement italien poussait Diaz à l'action. La victoire italienne met les Italiens en excellente posture pour exiger ce qu'ils veulent des austro-hongrois.
Les négociations d'armistice commencent le 31 octobre à Villa Giusti, près de Padoue, alors que l'essentiel de la bataille est terminé et qu'il ne reste plus aux Italiens qu'à exploiter leur succès. L'armistice de Villa Giusti fut signé le 3 novembre, à effet le 4 novembre, alors que plus rien ne semblait pouvoir arrêter les Italiens. Ainsi les Italiens purent obtenir que la ligne de démarcation soit tracée sur la ligne de crêtes des Alpes, mettant sous leur contrôle des territoires que leurs armées n'occupaient pas.
Pour l'empire austro-hongrois, outre les pertes territoriales que l'armistice impose, sa défaite détruit de facto son ultime outil de politique intérieure, son armée, et scella ainsi sa désintégration. En effet les conditions d'armistice lui imposaient l'abandon de provinces revendiquée par l'Italie (y compris la côte dalmate), et une démobilisation totale, mais lui laissaient une armée de vingt divisions dans leur état d'avant guerre, ce qui restait une force conséquente, et ne lui interdisaient pas de réprimer des rebelles dans les territoires que l'armistice lui reconnaissait : aucun belligérant n'avait pour but de guerre la désintégration de l'empire des Habsbourg, pas même le plus agressif à cet égard, les États-Unis, qui ne demandaient qu'une autonomie. En pratique cependant après cette bataille il ne restait plus rien de l'armée autrichienne qui pu être opposé aux indépendances proclamées entre le 28 et le 31 octobre (Tchécoslovaquie, les provinces qui deviendront la Yougoslavie, et même la Hongrie).
La dislocation de l'empire et le droit des peuples à disposer d'eux-mêmes furent actés par le traité de Saint-Germain-en-Laye le 10 septembre 1919 et entra en vigueur le 16 juillet 1920.
Pour les Allemands, qui cherchent déjà la paix depuis octobre (à la suite des défaites sur le front français, de la défection bulgare et des difficultés politiques internes), cette défaite et les conditions d'armistice qui en résultent sont le dernier coup de massue diplomatique. Leurs troupes en territoire autrichien doivent évacuer ou se retrouver internées, et les alliés peuvent attaquer l'Allemagne depuis le territoire autrichien, dont ils ont la libre disposition à cet effet. Ils sont maintenant la dernière puissance qui combatte encore les alliés. Alors que leur territoire n'est pas atteint et qu'ils occupent encore l'essentiel de la Belgique, de larges portions de France et de l'ancien Empire russe, ils demandent formellement un armistice le 5 novembre.

## Sources
- (de) Cet article est partiellement ou en totalité issu de l’article de Wikipédia en allemand intitulé « Schlacht von Vittorio Veneto » (voir la liste des auteurs).